# Communication en Iran

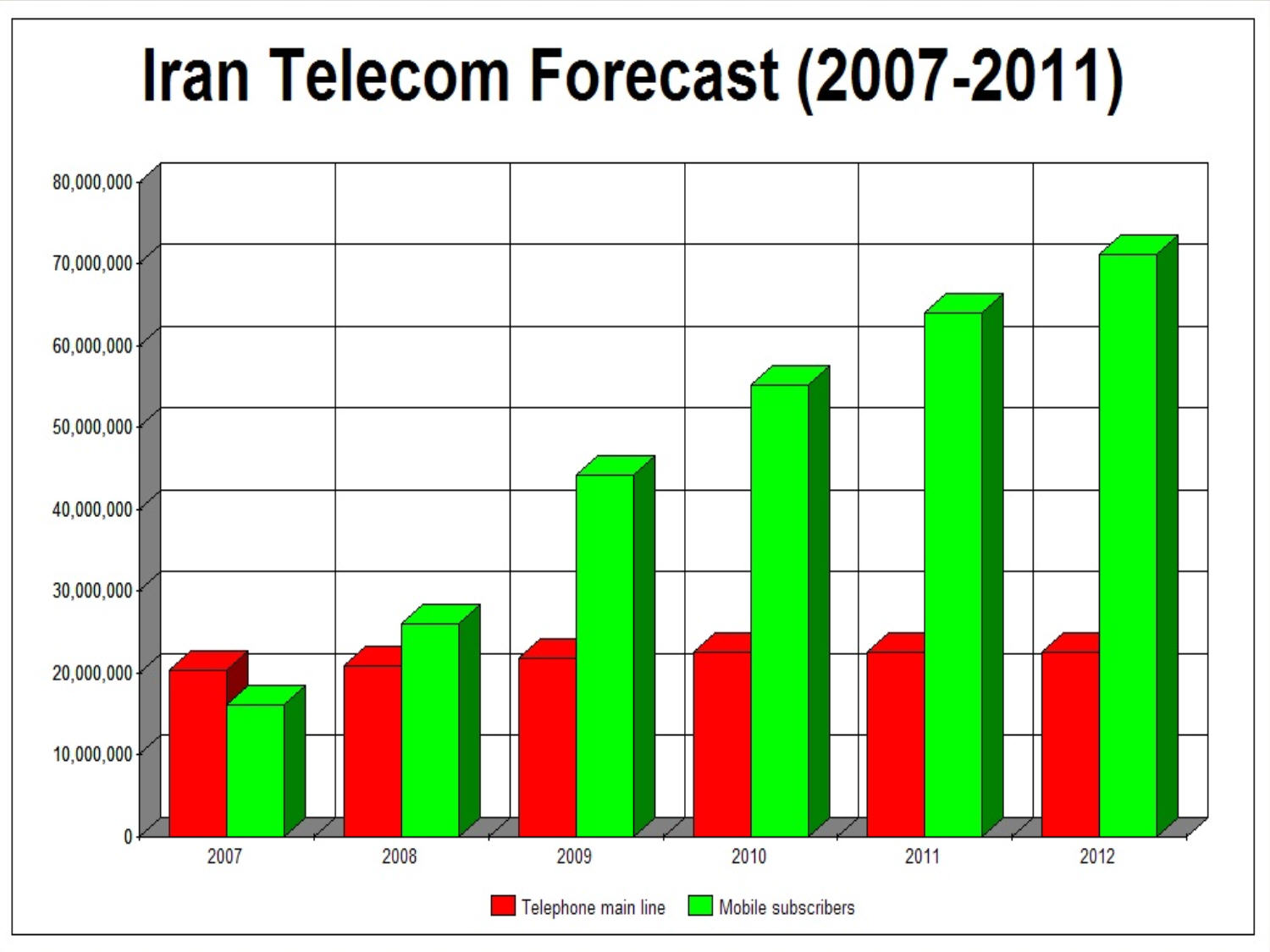
Graphique sur la communication en Iran

Le gouvernement iranien gère les moyens d'émission, qui incluent trois stations de radio nationale et deux réseaux nationaux de télévision, aussi bien que des douzaines de stations locales de radio et de télévision. En 2000, il y avait 252 radios et 158 téléviseurs en service pour 1 000 résidents. Il y avait 219 lignes téléphoniques et 110 PC pour 1 000 résidents. Les ordinateurs à usage personnel sont devenus plus accessibles au milieu des années 1990, et depuis lors la demande de l'accès à l'Internet a augmenté. En 1998 le ministère des postes et des télécommunications a commencé à vendre des comptes Internet au grand public. En 2006, les revenus de l'industrie des télécoms en Iran ont été estimés à 1,2 milliard de dollars.
Ceci est une liste des moyens de communications de l'Iran.

## Presse
La presse iranienne appartient à des propriétaires privés et reflète une diversité des vues politiques et sociales.
Une cour spéciale a autorité pour surveiller les médias écrits, suspendre la publication ou retirer le permis de publication des publications ou journaux qu'un jury trouve coupable d'éditer un contenu antireligieux, calomnieux, ou d'information contraire à l'intérêt national. Depuis la fin des années 1990, la cour a suspendu la publication de beaucoup de journaux pro-réformateurs et partisans de Mohammad Khatami et également d'autres périodiques.
La plupart des journaux iraniens sont édités en Persan, mais les journaux en langues anglaise ou autres existent également. Les périodiques le plus largement distribués sont basés à Téhéran.
Les journaux quotidiens et hebdomadaires populaires incluent Ettela'at, Kayhan, Resalat, Iran Daily et le Tehran Times (les deux derniers sont publiés en langue anglaise).
2000 titres quotidiens

## Téléphone
Le réseau téléphonique est encore insatisfaisant. Il est actuellement en cours de modernisation et d'extension, avec le but non seulement d'améliorer l'efficacité et d'augmenter le volume du service urbain, mais également d'apporter le service téléphonique à plusieurs milliers de villages actuellement non reliés.

### Réseau domestique
En raison de l'investissement lourd dans le système de téléphone depuis 1994, le nombre d'abonnés à une ligne téléphonique mobile se monte à plusieurs millions ; d'ailleurs, le niveau technique du système a été élevé par l'installation de milliers de relais numériques.

### Réseau International
L'Iran possède des fréquences radio HF et relais de radio en micro-ondes vers la Turquie, l'Azerbaïdjan, le Pakistan, l'Afghanistan, le Turkménistan, la Syrie, le Koweït, le Tadjikistan, et l'Ouzbékistan. Un câble sous-marin de fibre optique vers les Émirats arabes unis permet l'accès au Fiber-Optic Link Around the Globe (FLAG). L'Iran est également lié au Trans Asia Europe (TAE), une ligne de fibre optique qui s'étend entre l'Azerbaïdjan et le Turkménistan en passant par la partie nordique de l'Iran, avec des extensions en Géorgie et en Azerbaïdjan. L'Iran compte aussi des stations terrestres satellitaires (9 Intelsat et 4 Inmarsat).
L'accès à Internet, dont le service est disponible dans toutes les villes principales, augmente très rapidement. Beaucoup de petites villes et même quelques villages ont maintenant accès à Internet.

#### Statistiques
- Lignes fixes : 18,986 millions (2005)
- Lignes de téléphonie mobile : 7,222 millions (2005) , 4,3 millions en 2004

## Radio
- Stations d'émissions de Radio : AM 72, FM 5, ondes courtes 5 (1998)
- Nombre de radios : 22 millions (de 2005)

## Télévision
- Stations d'émission de télévision : plus de 450 répétiteurs de basse puissance (1997)
- Nombres de télévisions : 15 millions (estimation 2007)

## Internet
L'Internet est de plus en plus utilisé en Iran. Internet est devenu un moyen d'accès à l'information et à la libre expression parmi la population jeune. L'Iran est également le quatrième pays du monde par le nombre de bloggers.
- Fournisseurs de service à Internet (FAI) : nombreux - 12 certifiés (2002)
- Code pays (nom de domaine) : .ir
- Utilisateurs d'Internet : 17 millions (en 2006)

## Privatisation
Basés sur la note C des politiques générales de l'article 44 de la constitution, le ministère des communications et de la technologie de l'information a annoncé qu'il introduira en Bourse les parts des sociétés affiliées, comme la Mobile Telecommunications Company, au cours d'une grande campagne de privatisation,.
Dans le cadre des politiques générales de l'article 44, les compagnies de telecom sont classées en 4 catégories :
- groupe un  : le premier groupe concerne en général les réseaux de telecom filaires, y compris ceux du secteur public opérant dans les 30 provinces. Parmi les 30 réseaux provinciaux de telecom, la privatisation concerne les réseaux de télécommunications fixes de Téhéran, d'Isphahan, du Fars, de Hamedan, d'Ahvaz, de Khorasan Razavi, du Khuzestan et d'Azerbaïdjan oriental. Le secteur non gouvernemental inclut des compagnies telles qu'Iraphone, Novin, Zahi Kish, Kouh-e Nour, Montazeran Adlgostar et Pouya Ertebat.
- groupe deux  : le deuxième groupe concerne le réseau de téléphonie mobile. Dans le secteur public, ils incluent Telecommunication Company de l'Iran (TCI). Dans le secteur non gouvernemental, ils incluent des compagnies de télécommunications telles qu'Omran Kish, Isphahan, Rafsanjan complex et Irancell.
- groupe trois  : il y a seulement un réseau public dans le secteur du réseau informatique, à savoir Data and Telecommunications Company of Iran qui est considéré un réseau de base de telecom en termes de réseaux mobiles et Shomal IT Company. Dans le secteur non-gouvernemental, il y a plus de 100 compagnies avec un réseau informatique partagé.
- groupe quatre  : le réseau subsidiaire de télécoms appelé Subsidiary Telecommunications Company est un autre réseau de base de telecom. Elles sont totalement possédées par l'état et ne sont pas visées par la privatisation.